# Aglaophenia diversidentata
Aglaophenia diversidentata är en nässeldjursart som beskrevs av John Fraser 1948. Aglaophenia diversidentata ingår i släktet Aglaophenia och familjen Aglaopheniidae. Inga underarter finns listade i Catalogue of Life.